# برمجيات المجال العام
برمجيات المجال العام هي البرمجيات التي وضعت في المجال العام، بصيغة أخرى، لا توجد لها أي ملكية مطلقاً مثل حقوق النشر، والعلامات التجارية، أو براءة الاختراع. يمكن تعديل البرامج الموجودة في المجال العام أو توزيعها أو بيعها حتى بدون إسناد أي شخص. وهذا بخلاف الحالة المنتشرة للبرامج بموجب حقوق النشر الحصرية، حيث تمنح أذونات البرامج حقوق استخدام محدودة.
بموجب اتفاقية برن التي وقعت عليها غالبية الدول، يحصل المؤلف بشكل تلقائي على حقوق الطبع والنشر أو براءة اختراع أو حقوق العلامات التجارية بشكل افتراضي وتشمل أيضاً اتفاقية برن البرامج، بناء على ذلك يخضع البرنامج تلقائياً لحقوق الطبع والنشر. وأما إذا وُضع في المجال العام، يقتضي على المؤلف التنصل ببيان تنازل. في قسم من الولايات القضائية لا يسمح التنازل عن بعض الحقوق بشكل خاص الحقوق المعنوية. على سبيل مثال، يختلف القانون الألماني المستند إلى القانون المدني المعتمد على التقاليد هنا في مفهوم حقوق الطبع والنشر عن القانون الأنجلو ساكسوني.

## التاريخ

### النظام البيئي الأكاديمي المبكر لبرامج المجال العام
في الخمسينيات إلى التسعينيات من القرن الماضي، شاعت ثقافة البرمجيات باعتبارها ظاهرة أكاديمية أصلية في برمجيات المجال العام واختُصرت إلى بي دي. يجمع هذا الصنف من البرمجيات الحرة -الموزعة والمشتركة مجاناً- بين أصناف البرامج المختلفة في الوقت الحاضر من البرامج المجانية والبرامج المشتركة، والبرامج الحرة والبرامج مفتوحة المصدر التي أُنشئت في الأوساط الأكاديمية من قبل الهواة والمتسللين. نظراً إلى أن البرامج أحياناً ما تُكتب بلغة مفسرة مثل بيسك، فقد كانت توجد حاجة إلى شفرة المصدر التي كانت تُوزع لتشغيل البرنامج. جرت مشاركة برامج -بي دي- وتوزيعها أيضاً باعتبارها رمز مصدر مطبوع -برنامج كتابة- في مجلات الحاسوب مثل الحوسبة الإبداعية والبايت والحوسبة والسوفت سايد ونحو ذلك والكتب، مثل ألعاب الكمبيوتر الأساسية الأكثر مبيعاً. في وقت مبكر، كانت البرامج مغلقة المصدر غير شائعة حتى منتصف السبعينيات وحتى الثمانينيات.
قبل عام 1974م، عندما قررت اللجنة الأمريكية للاستخدامات التكنولوجية الجديدة للأعمال المحمية بحقوق الطبع والنشر، أن برامج الحاسوب، بقدر ما تجسد إبداع المؤلف الأصلي، تعد موضوعًا مناسبًا لحقوق الطباعة والنشر. إذ كانت البرامج غير محمية بحقوق النشر وبذلك كانت دائماً ضمن المجال العام.
وقد بيّنَ هذا التشريع، إضافة إلى قرارات المحكمة مثل قضية آبل ضد فرانكلين في عام 1983م لرمز الهدف، أن قانون الطبع والنشر أعطى برامج الكمبيوتر حالة حقوق الطبع والنشر للأعمال الأدبية.
في الثمانينيات من القرن الماضي، كانت الطريقة المنتشرة لمشاركة برمجيات المجال العام تتمثل في تلقيها من خلال مجموعة مستخدمين محليين أو شركة مثل بي سي سيج في سانينفل، كاليفورنيا التي احتفظت بكتالوج طلبات لأكثر من 300 برنامج يصل متوسط سعرها إلى ستة دولارات أمريكية.
حدثت كذلك مشاركة برامج المجال العام مع شفرة المصدر على شبكات بي بي سي، سوقت برمجيات المجال العام غالباً عن طريق نموذج لبرنامج تبرعات، يطلب من المستخدمين إرسال تبرعات عن طريق البريد.
وقد تطور نموذج -التشارك المجاني- و -البرامج المانحة- في السنوات التالية إلى نموذج البرمجيات التشاركية (غير الطوعية), والبرمجيات المجانية كذلك، وبسبب التغيرات الأخرى في صناعة الحاسوب، أصبحت مشاركة الكود المصدري أقل شيوعًا.
  مع قانون تنفيذ اتفاقية برن لعام 1988 (وقانون حقوق النشر السابق لعام 1976)، تغيرت القاعدة القانونية لبرمجيات المجال العام بشكل جذري. قبل صدور القانون، كان إصدار برنامج دون إشعار بحقوق الطبع والنشر كافياً لتكريسه للمجال العام. مع قانون حقوق التأليف والنشر الجديد، أصبحت البرمجيات محمية بحقوق التأليف والنشر وتحتاج إلى بيان تنازل صريح أو ترخيص من المؤلف.